# Снежна покривка
Снежната покривка е физично явление, което се образува при снеговалеж и отрицателни температури. Снежната покривка има дебелина, която представлява височината на натрупалия сняг. Снежната покривка има отрицателни и положителни ефекти. Отрицателно се отразява върху транспорта, а положително се отразява на земеделието (предпазва посевите от измръзване) и зимния туризъм.